# Instituto Tecnológico de Jiquilpan
El Instituto Tecnológico de Jiquilpan (ITJ) es una institución de educación superior tecnológica perteneciente al Tecnológico Nacional de México, ubicado en Jiquilpan de Juárez en el estado de Michoacán de Ocampo.

## Historia
El Instituto Tecnológico de Jiquilpan nació por iniciativa de un grupo de egresados del Instituto Politécnico Nacional, liderados por el Dr. Víctor Manuel Ceja Valencia, apelando a que de los 30 primeros CECyTe's (Centro de Estudios Científicos y Tecnológicos) del país, todos ellos, excepto el que se encontraba en Jiquilpan, ya habían dado lugar al nacimiento de un Instituto Tecnológico. Con ello, se podría contar con una institución de educación superior que absorbiera la demanda de los alumnos de la Ciénega de Chapala para continuar con sus estudios sin desplazarse a ciudades como México, Morelia y Guadalajara.
La idea fue apoyada por el gobernador de Michoacán Carlos Torres Manzo, quien donó el terreno donde actualmente se ubica la institución. Luis Echeverría Álvarez, entonces presidente de México, aprobó un decreto el 27 de noviembre de 1976 que autorizó la creación del ITJ. El primer semestre de cursos comenzó el 14 de febrero de 1977 con 106 alumnos.

## Oferta Educativa

### Programas de Licenciatura e Ingeniería
- Arquitectura
- Administración
- Contabilidad
- Ingeniería en Bioquímica
- Ingeniería en Gestión Empresarial
- Ingeniería Industrial
- Ingeniería en Informática
- Ingeniería en Innovación Agrícola Sustentable
- Ingeniería en Ciberseguridad
- Ingeniería en Sistemas Computacionales

### Programas de postgrado

#### Maestrías
- Maestría en Administración
- Maestría en Fiscal